# Arikere, Chik Ballapur
Arikere là một làng thuộc tehsil Chik Ballapur, huyện Kolar, bang Karnataka, Ấn Độ.